# Rui Faleiro
Ruy Falero, o Rui Faleiro (Covillana, finales del siglo XV - Sevilla, después de 1526), fue un cosmógrafo portugués del siglo XVI.

## Biografía
El conocimiento de la longitud en el mar era fundamental, pues completaba los métodos ya conocidos para determinar la latitud y permitir la localización de los barcos en el mar. Ruy Falero fue el gran artífice de la averiguación de la longitud a partir del lugar de observador.
Ruy Falero fue el cosmógrafo que expuso, junto con Fernando de Magallanes (1480-1521), la idea de una nueva ruta por occidente para llegar a las «islas de la especiería» a Carlos I de España. El rey (todavía no emperador) autorizaría una Armada al mando de ambos «para el descubrimiento de la especiería».
Sin embargo, Falero no llegó a embarcarse en la expedición. El 28 de septiembre de 1518, el embajador portugués Alvaro Costa le informó a su rey de que Falero dormía poco y estaba casi descerebrado (quase for de seu siso). El 18 de julio de 1519, otro portugués, el factor Sebastián Álvarez, informaba desde Sevilla de que Falero tenía perdido el juicio (esta como homem torvado do juizo). Ocho días más tarde, la Corona destituyó a Falero de su cargo en la expedición y le ordenó permanecer en Sevilla y poner por escrito su conocimiento sobre la determinación de longitudes. En su lugar el rey ordenó que fuera Juan de Cartagena.

Siendo llegado el tiempo de embarcarse, entregó a Magallanes el estandarte Real, en la iglesia de Triana, el Asistente de Sevilla Sancho Martínez de Leyba, recibiendo el juramento y pleito homenaje, que también hicieron los demás capitanes. Ruy Falero no se embarcó, porque habiendo tenido contiendas con Magallanes sobre quién debía de llevar el Real Estandarte y el Farol, vino orden del Emperador que Ruy Falero (que también estaba falto de salud) se quedase, con pretexto de ir con otra Armada que se había de enviar después en seguimiento; pero fue tanto lo que Ruy Falero lo sintió, que, vuelto a Sevilla, se volvió loco furioso y por fin vino a morir rabiando, como dice la Historia Pontifical.
Gaspar de San Agustín, Conquistas de las Islas Filipinas (1565 - 1615).

Falero viajó posteriormente a Portugal y fue encarcelado allí. En 1521 fue liberado y retornó a Sevilla junto a su hermano Francisco. Allí se decidió que, como su salud mental se había degradado mucho, se le encerraría en una habitación de la Casa de la Contratación. Los libros de contabilidad de la Casa recogen que se le siguió pagando su sueldo de capitán hasta 1553, y un documento muestra que aún estaba vivo en 1556.

## Regimiento de la longitud
Rui Faleiro redactó en 1519 un Regimiento (es decir, unas instrucciones) que explicaba tres métodos para medir la longtiud geográfica de un lugar. Un ejemplar fue entregado a Magallanes y parece que el piloto real Andrés de San Martín tuvo acceso a él. El original se ha perdido pero se han conservado dos copias parciales. Una copia, en español y anónima, está en el Archivo General de Indias (Patronato, 262, R.3). Fue publicada por primera vez en 1893 pero no se entendió su relación con el Regimiento Faleiro hasta la investigación de Avelino Teixeira da Mota. La otra copia, en italiano y titulada Regole sull'arte del navigare, la adjuntó Antonio Pigafetta al final de su relato de la expedición de Magallanes-Elcano. Aunque al principio los historiadores supusieron que el autor de este texto era el propio Pigafetta hoy parece claro que este lo copió de Faleiro y, como mucho, realizó la traducción.
Los tres métodos que explica Rui Faleiro en su Regimiento son:
1. Midiendo la latitud de la Luna.
2. Observando conjunciones y oposiciones de la Luna, que es un caso particular del método de las distancias lunares descrito por Johannes Werner en 1514.
3. Midiendo la diferencia entre el norte magnético y el norte geográfico. Este método había sido detallado en 1514 por el marino portugués Juan de Lisboa y se basaba en la errónea teoría de que la declinación magnética varía uniformemente con la longitud.

Faleiro prefería el tercero de estos métodos, el de la declinación magnética, y por eso le dedicó la mayor parte de su obra. San Martín trató de poner  en práctica este método en una ocasión, sin mucho éxito, y optó en su lugar por el método de las conjunciones lunares. Así, el 17 de diciembre de 1519 en Rio de Janeiro, San Martín observó la conjunción de la Luna con Júpiter y, consultando las tablas de efemérides de Abraham Zacuto y de Regiomontano, dedujo una diferencia de longitud con Sevilla de casi 270º, que él mismo reconoció como disparatada. San Martín continuó no obstante con sus experimentos y el 1 de febrero de 1520 observó la oposición de la Luna con Venus, el 23 de febrero y 23 de diciembre del mismo año sendas oposiciones con el Sol, y el 17 de abril de 1520 un eclipse de Sol. San Martín calculó así un resultado de 61º para la longitud de la bahía de San Julián respecto al meridiano de Sevilla, valor que difiere menos de un grado del valor real.